# Syntretus taegeri
Syntretus taegeri är en stekelart som beskrevs av Van Achterberg och Haeselbarth 2003. Syntretus taegeri ingår i släktet Syntretus och familjen bracksteklar. Inga underarter finns listade i Catalogue of Life.